# بايقوت
بايقوت هي قرية في مقاطعة ملكان، إيران. عدد سكان هذه القرية هو 3,414 في سنة 2006.